# Анкирины
Анкирины  (от англ. anchor — якорь) — семейство внутриклеточных адаптерных белков, участвующих в присоединении других белков к разным участкам клеточной мембраны.

## Гены
У позвоночных выделяют три группы анкиринов, создаваемых при помощи альтернативного сплайсинга и кодируемых соответственно тремя генами. Первая группа — анкирины-R, вторая — анкирины-B, третья — анкирины-G. У человека эти три группы кодируются генами:
- ANK1
- ANK2
- ANK3

## Клиническое значение
По данным крупного генетического анализа, вариации гена ANK3 у человека ассоциированы с риском биполярного расстройства.